# Aquilegia magellensis
Aquilegia magellensis là một loài thực vật có hoa trong họ Mao lương. Loài này được F.Conti & Soldano mô tả khoa học đầu tiên năm 2005.